# Riederwaldstadion
Le Riederwaldstadion, également connu sous le nom de Stadion am Riederwald, est un stade omnisports allemand (servant principalement pour le football) situé à Seckbach, quartier de la ville de Francfort-sur-le-Main, en Hesse.
Le stade, doté de 6 000 places et inauguré en 1920, sert d'enceinte à domicile à l'équipe de football de l'Eintracht Francfort (pour ses équipes de jeunes).
Il porte le nom de Riederwald, quartier francfortois.

## Histoire

### Ancien stade
Le stade est construit directement après la fin de la Première Guerre mondiale.
Il ouvre ses portes en 1920. Une piste de course de 400 mètres, une ligne droite de 120 mètres, trois courts de tennis, un terrain de schlagball, un terrain de hockey, une salle de gymnastique et un terrain de fistball sont aménagés sur le nouveau terrain du stade.
Il est inauguré le 5 septembre 1920 dans le quartier de Bornheim, seulement séparé d'Ostpark et de Riederwald par une rue, de dernier servant d'homonyme. Le match d'inauguration est un match nul 1-1 entre les locaux de l'Eintracht Francfort et le SC Fribourg.
D'un coût de construction très important (300 000 reichsmark), il est alors à cette époque le plus grand stade de football du pays appartenant à un club (il dispose alors à cette époque de 30 000 places assises, dont 1 600 couvertes).
Le magazine spécialisé Der Fußball décrit les tribunes des spectateurs de l'Eintracht comme: 

« Une tribune qui semble presque gigantesque selon les normes allemandes »

En mars 1922, le premier match de football international à avoir lieu dans la ville de Francfort se déroule au stade.
Un incendie détruit une partie de la tribune, les murs de la fondation et la maison adjacente dans la nuit du 18 au 19 juillet 1936.

La tribune nouvellement construite du stade de Riederwald peut être réutilisée après plus d'un an à partir du 5 septembre 1937, et est inaugurée lors d'une défaite 5-1 de l'Eintracht Frankfurt contre le Fortuna Düsseldorf.

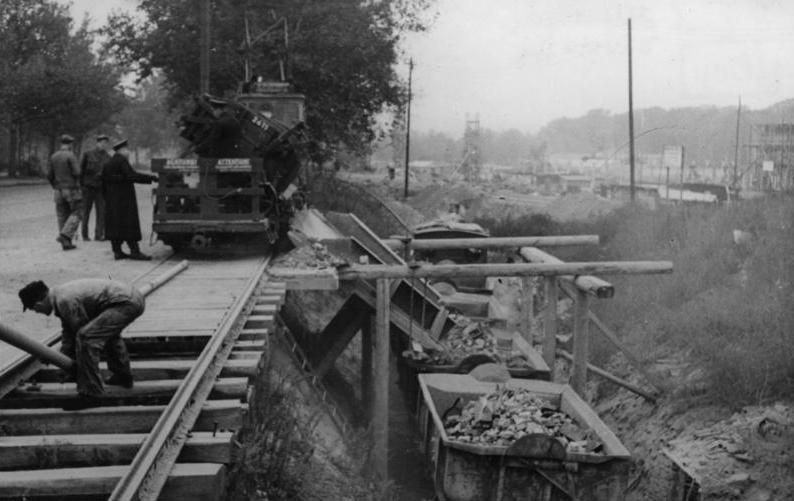
Le Trümmerexpress passant au stade Riederwald

### Nouveau stade
Il est détruit par des bombardements nocturnes durant la Seconde Guerre mondiale en 1943.
Le 16 novembre 1943, le bureau des sports de Francfort informe le club de l'utilisation la zone du stade comme installation de stockage provisoire pour les décombres du site industriel le long de la Hanauer Landstrasse, également détruite. Après la fin de la guerre, les espoirs du club de pouvoir à nouveau utiliser le stade de Riederwald s'amenuisent à nouveau, car la ville installe sur le site l'usine de traitement et de recyclage des gravats de l'organisation à but non lucratif Trümmerverwertungsgesellschaft (TVG), qui a utilisé les gravats pour fabriquer des matériaux de construction pour la destruction à grande échelle de Francfort devant être reconstruit.
Une longue recherche commence alors pour une nouvelle zone de reconstruction du stade. Il est reconstruit entre 1949 et 1952 dans le quartier de Seckbach (l'ancien nom ayant été conservé pour des raisons de tradition). Des courts de tennis et un immeuble de bureaux de l'Eintracht sont également construits à proximité.
Le nouveau stade est inauguré le 17 août 1952 lors d'une rencontre olympique entre l'Allemagne et l'Égypte (victoire égyptienne 4-1).
En 1956, l'un des premiers projecteurs de style moderne est construit dans le stade à la place de lampes à incandescence à base de tubes fluorescents.
L'US Army Field Band du V. US Corps se présente au stade Riederwald à la veille du jour de l'indépendance américaine le 3 juillet 1957 avec 100 musiciens pour y donner un concert.
Avec la création de la Bundesliga en 1963, l'Eintracht Francfort déménage dans un stade plus grand, le Waldstadion.
En 1973 est posée une piste de course synthétique, sur laquelle l'Autrichienne Maria Sykora établi un record du monde du 400 mètres haies en 57,3 secondes la même année. Le 13 août 1975, le marteau de 7,25 kg s'enfonce dans le sol du stade Riederwald après 79,30 mètres, nouveau record du monde établi par Walter Schmidt.
En 1976, le dôme aérien de tennis est arraché de son ancrage par une violente tempête et est gravement endommagé. Sans assurance (les compagnies d'assurance jugeant le risque trop élevé), les dégâts sont estimés à 18 000 DM. En novembre 1977, un remplacement permanent est créé avec une salle de tennis coûtant 1,2 million de DM, toujours utilisée aujourd'hui.
Le dernier match officiel de compétition de football professionnel au stade a lieu le 4 novembre 1980, lors d'une victoire 6-0 contre le VfB Friedrichshafen devant 2 500 spectateurs.
Depuis cette date, le stade du Riederwald commencé lentement à se détériorer, le club n'allant pas bien financièrement. La ville intervient alors et rachète le stade au club. Son toit effondré est démonté avec les rangées supérieures de sièges en 1988 et 1989.
Les professionnels de l'Eintracht n'entraînent plus au Riederwald depuis 2002.
Le dernier match amical au stade a lieu le 20 janvier 2007 contre les Young Boys Berne.
Le stade de Riederwald sert aujourd'hui pour les amateurs et les jeunes de l'Eintracht.

## Galerie

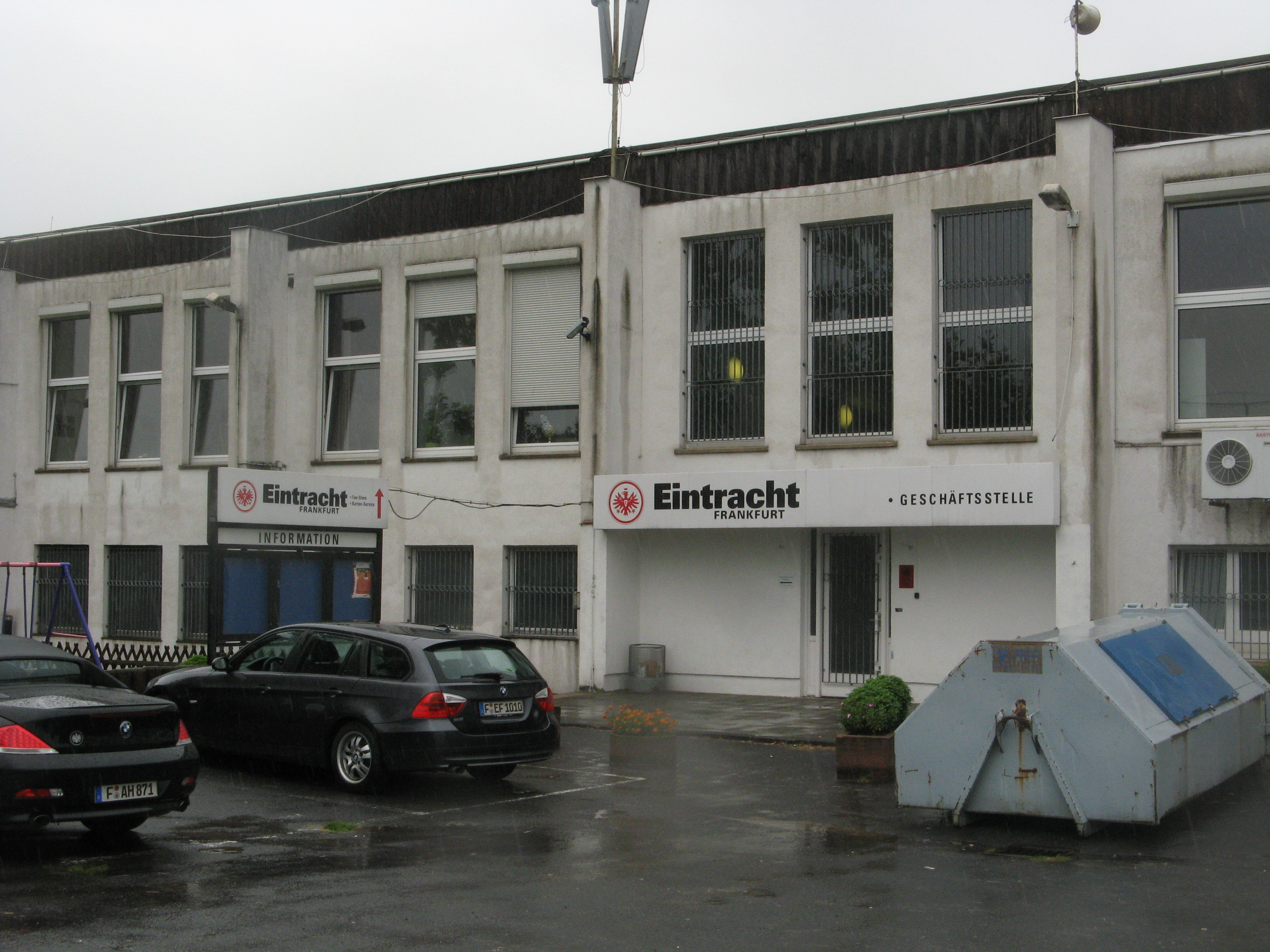
Ancien bureau de l'Eintracht Francfort sur le terrain du stade de Riederwald
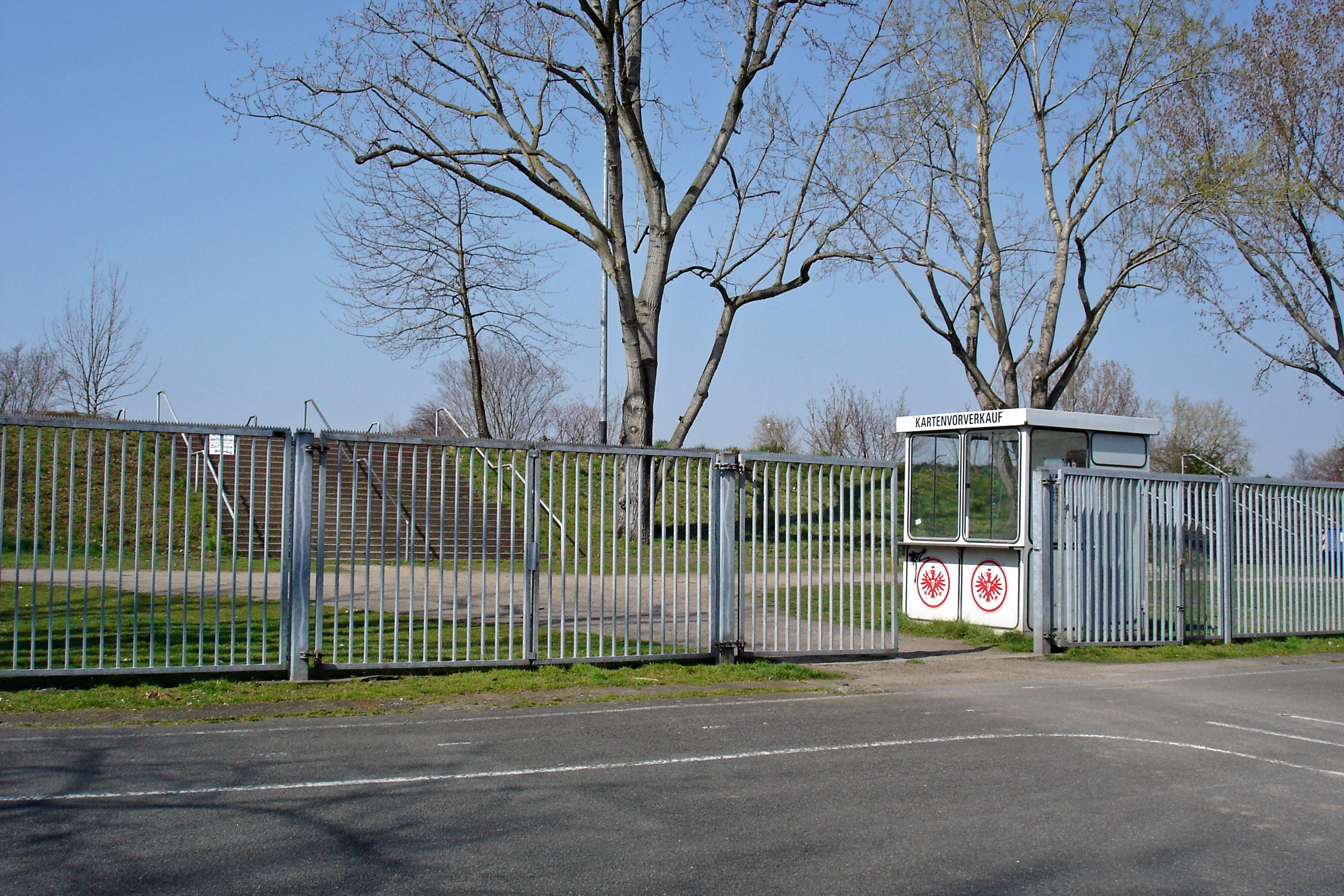
Entrée du stade en 2007
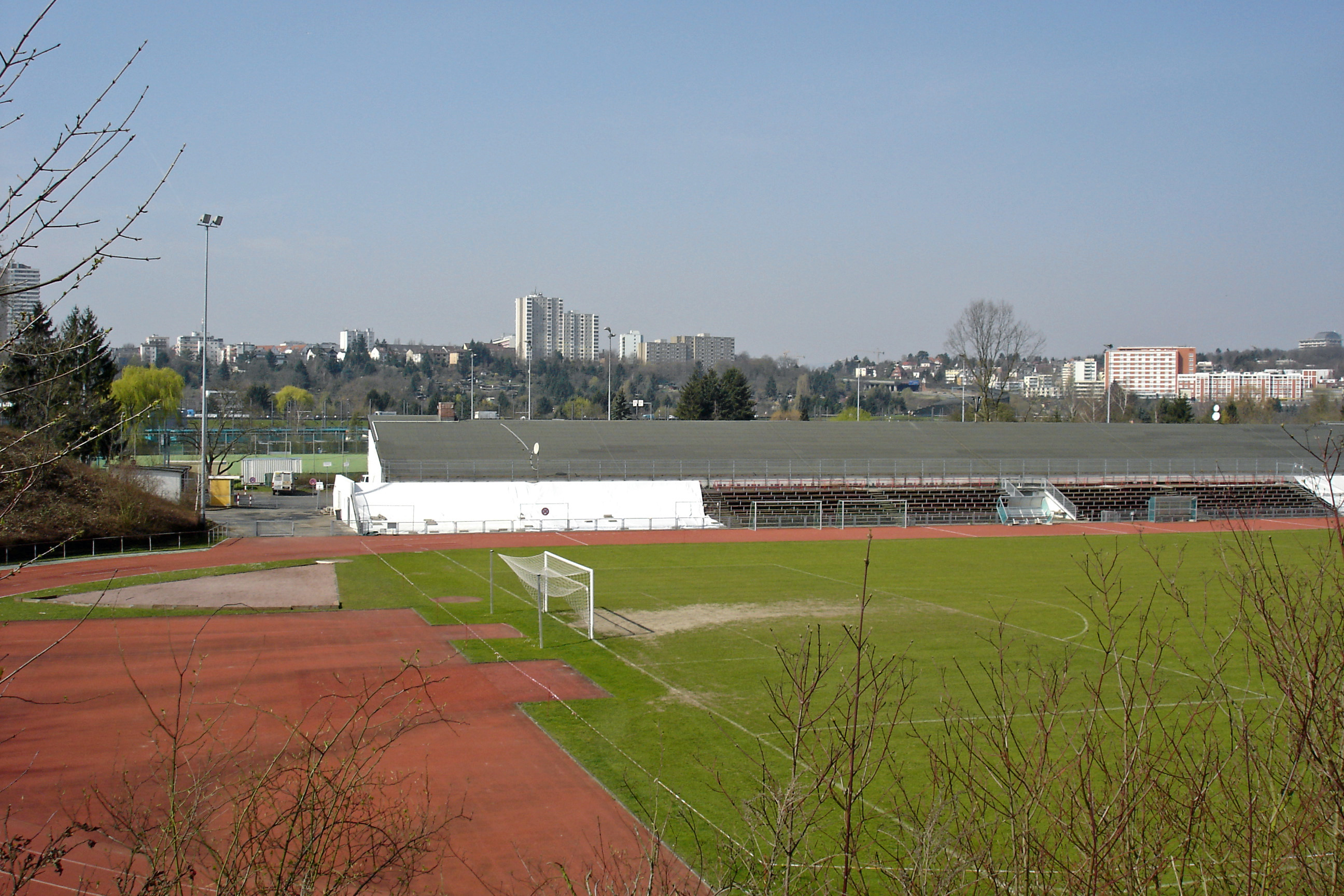
Vue du stade n°1
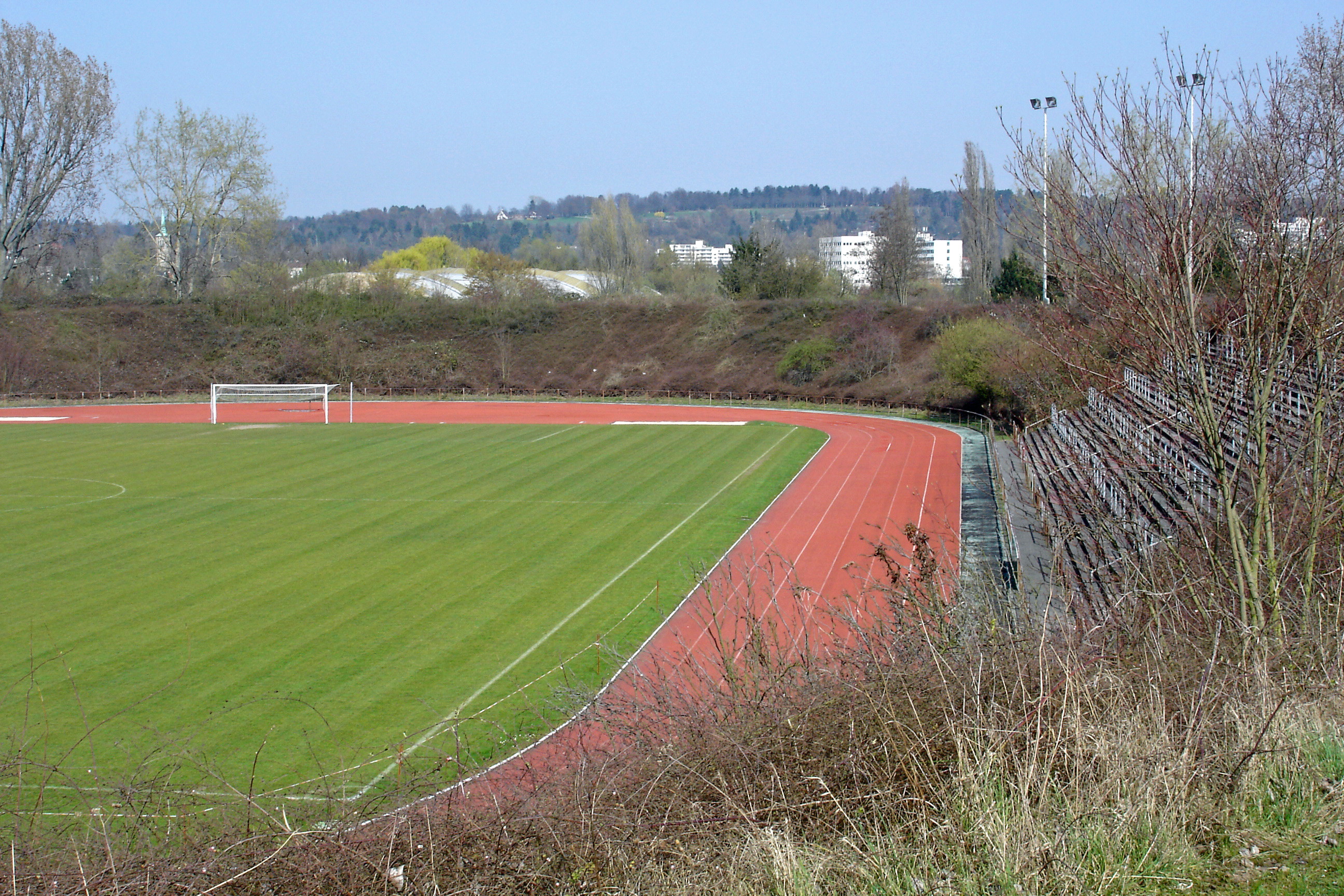
Vue du stade n°2
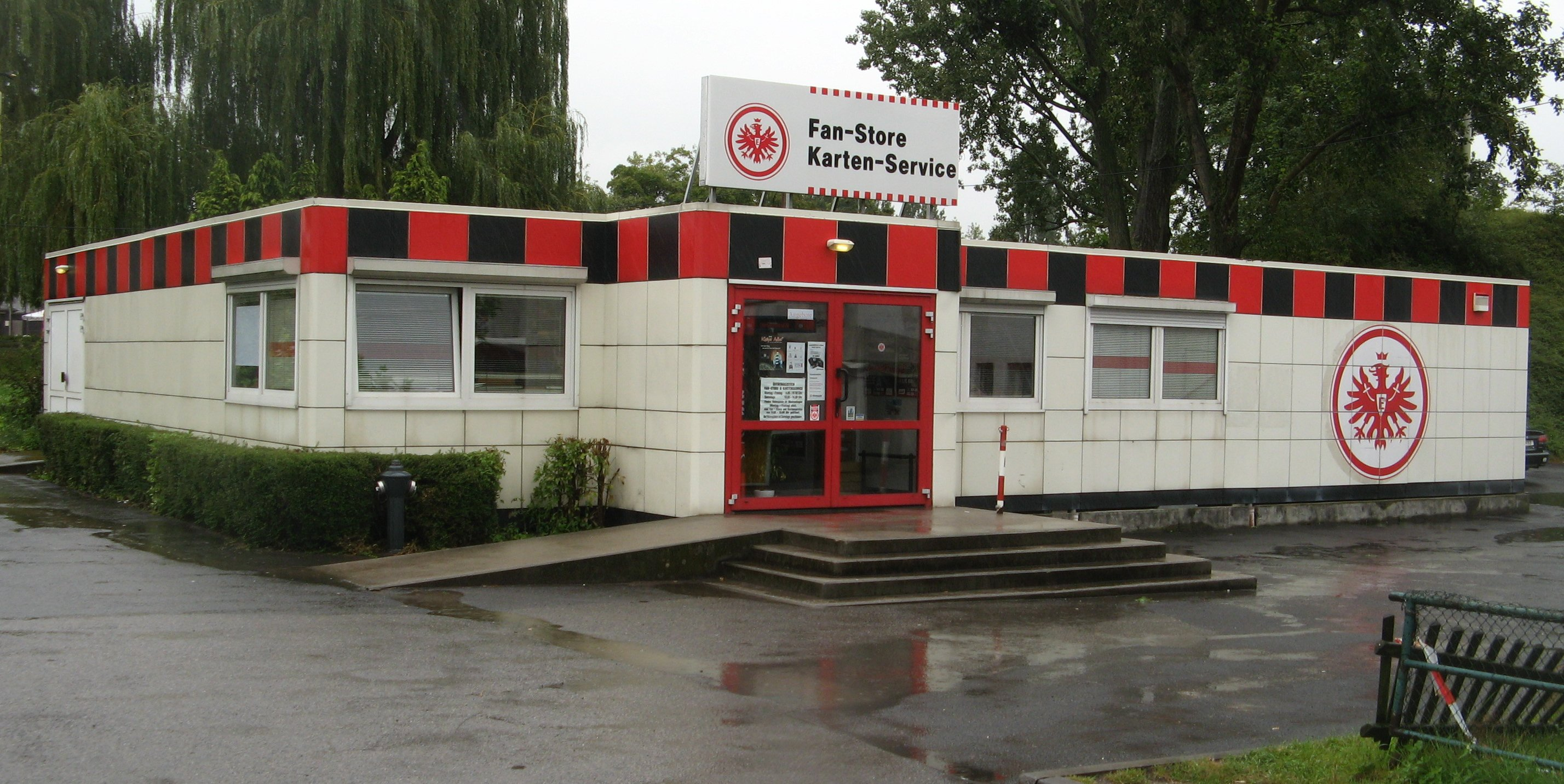
Ancienne boutique et billetterie

## Événements

### Matchs internationaux de football
| Date         | Compétition  | Équipes            | Score | Affluence |
| ------------ | ------------ | ------------------ | ----- | --------- |
| 26 mars 1922 | Match amical | Allemagne — Suisse | 2-2   | —         |